# Orachrysops lacrimosa
Orachrysops lacrimosa is een vlinder uit de familie van de Lycaenidae. De wetenschappelijke naam van de soort is voor het eerst gepubliceerd in 1922 door George Thomas Bethune-Baker.
De spanwijdte bedraagt 37-38 millimeter.

## Verspreiding
De soort komt voor in Zuid-Afrika.

## Waardplanten
De rups leeft op Indigastrum fastigiatum en Indigofera obscura.